# Rhaphuma klapperichi
Rhaphuma klapperichi là một loài bọ cánh cứng trong họ Cerambycidae.